# Grace Dieu Diocesan Training College
Das Grace Dieu Diocesan Training College, kurz Grace Dieu (deutsch: „Gnade Gottes“) war eine berufsqualifizierende Ausbildungseinrichtung der Anglikanischen Gemeinschaft im heutigen Seshego bei Pietersburg in Südafrika. Sie existierte von 1906 bis 1958 und bildete hauptsächlich Schwarze zu Pädagogen für den Schulunterricht aus. Internationale Bekanntheit hatte es besonders durch seine künstlerisch-handwerklichen Workshops erlangt.

## Anliegen und Entwicklung
Unter der Aufsicht der anglikanischen Diözese Pretoria in der Church of the Province of South Africa unterhielten Anglikaner eine Ausbildungseinrichtung in Nordtransvaal (etwa die heutige Provinz Limpopo), deren Schwerpunktaktivität in der Heranbildung von Lehrpersonal für die eigenen Missionsschulen lag.
Der Errichtung einer solchen Schule ging die Suche nach einer geeigneten Lokalität voraus. Im Umfeld von Pietersburg wurden mehrere Punkte in Betracht gezogen. Das Diocesan Board of Mission at Pretoria entschied sich schließlich 1905, die Grundstücke der Farm Jakhalsfontein westlich von Pietersburg zu diesem Zweck aufzukaufen und das Vorhaben unter die Leitung der 1892 gegründeten Community of the Resurrection zu stellen. Ihre Gründung erfolgte im Juli 1906 unter Mitwirkung von Erzdiakon Latimer Fuller an diesem Ort. Der Lehrbetrieb begann im selben Jahr mit sieben Schülern und einem Lehrer. Die offizielle Anerkennung als Bildungseinrichtung gewährten die Behörden Transvaals (Transvaal Education Department) erst 1907.
Der Komplex entwickelte sich zwischen den traditionellen Wohngebieten der Stämme Moletji und Mashashan zunächst aus einer kleinen Missionarssiedlung über eine Missionsschule zu einer vielgliedrigen Schulungseinrichtung für Industriearbeiten und Hauswirtschaftslehre sowie für Pädagogen. Durch die überregionale Bekanntheit der Einrichtung kamen hier Schüler aus allen Teilen der Südafrikanischen Union, den High-Commission Territories und aus dem damaligen Südrhodesien zusammen.
Edward George Paterson (1895–1974), ein Canon der Cathedral of St Mary and All Saints in Salisbury und Pionier auf dem Gebiet der Kunstpädagogik unter Schwarzen im Südlichen Afrika, lehrte seit den frühen 1920er Jahren in Grace Dieu und war hier maßgeblich am Aufbau der handwerklichen Ausbildungsprogramme beteiligt. Er verließ End der 1930er Jahre das College, ging zur Cyrene Mission bei Bulawayo, wo er 1939 die Cyrene School gründete und sich erneut der handwerklichen und künstlerischen Ausbildung widmete.
Der Bantu Education Act von 1953 verursachte landesweit eine kontroverse Diskussion über die Zukunft nichtstaatlicher Schulen. Als Auswirkung dieses Gesetzes entschloss sich der anglikanische Schulträger 1955 zur Schließung des Bereichs der Lehrerausbildung. Die Einrichtung wurde als Secondary School (Standard 10) und zwischen 1956 und 1958 als Industrial School in reduzierter Form fortgeführt. Nun nicht mehr genutzte Gebäude mieteten staatliche Stellen für Ausbildungszwecke an. Die politischen Verhältnisse in Südafrika führten zu finanziellen Schwierigkeiten des Schulträgers. Zudem waren die Registrierungsbedingungen der staatlichen Schulaufsicht des Apartheidregimes inakzeptabel geworden. Diese Umstände bewirkten schließlich eine Übernahme durch das Department of Education beim Minister of Native Affairs.
Neben der Lehrerausbildung gab es Kurse in handwerklichen Berufen. Die Tischlerabteilung fertigte Möbel für College-Einrichtungen. Von den Schnitzern kamen Kruzifixe, Predigttische und Statuen. Mädchen erhielten durch Schwestern der Community of the Resurrection Ausbildung und Unterweisungen auf allen Gebieten der Hauswirtschaftslehre. Auf dem Gebiet der Freizeitgestaltung gab es sportliche Wettbewerbe.

## Pfadfinderbewegung in Südafrika
1922 begann in Grace Dieu die südafrikanische Pfadfinderbewegung (South African Boy Scouts Association) für Jungen und später auch für Mädchen (Girl-Wayfarers). Um 1933 war der Prinzipal des Diocesan Training College zugleich der Pfadfinderchef in Transvaal und John David Rheinallt Jones der damalige Chefpfadfinder in der Südafrikanischen Union.

## Namensherkunft
Die Schule wurde nach dem ehemaligen Augustiner-Kloster Grace Dieu Priory bei Thringstone in der englischen Grafschaft Leicestershire benannt, die in der Heimatregion des College-Gründers Latimer Fuller liegt.

## Prinzipale des College
- C. O’Dell, 1906–1909[10]
- W. B. J. Banks 1909–1912[10]
- William Adolph Palmer (später Dean of Johannesburg) 1912–1924[10]
- Samuel Percy Woodfield (1889–1983), 1924–1938[10]
- Charles Michael Jones, 1938–1949[10]
- H. W. Hosken, 1949–1953[10]
- Samuel Percy Woodfield (1889–1983), 1953–1957[10]
- Robert Michael Jeffery 1957–1958[10]

## Bauliche Entwicklung
- 1916, Eröffnung von drei Collegegebäuden in Anwesenheit von Generalgouverneur Lord Buxton
- 1917, Weihe der neuen Kapelle
- 1925, Weihe des neuen Glockenturmes und des Talbot Memorial in Anwesenheit der Prinzessin Alice
- 1943, Eröffnung des neuen Speisesaals

## Bekannte Absolventen
- Peter Henry Abrahams (1919–2017), Poet, Journalist
- Leabua Jonathan (1914–1987), lesothischer Premierminister[10]
- Job Kekana (1916–1995), Bildhauer in Südafrika und Simbabwe[13][14]
- Ernest Mancoba (1904–2002), schuf in der südafrikanischen Plastik die erste schwarze Hl. Jungfrau (Bantu Madonna), heute in der Johannesburg Art Gallery ausgestellt.[13][15]
- Lucas Mangope (1923–2018), Lehrer, Präsident des unabhängigen Homelands Bophuthatswana[16]
- Gerard Sekoto (1913–1993), Kunstmaler
- Zachariah Sekgaphane, anglikanischer Geistlicher

## Publikationsorgane
- Grace Dieu Bulletin, erschien 1933 bis 1957.[10]